# Vole padni

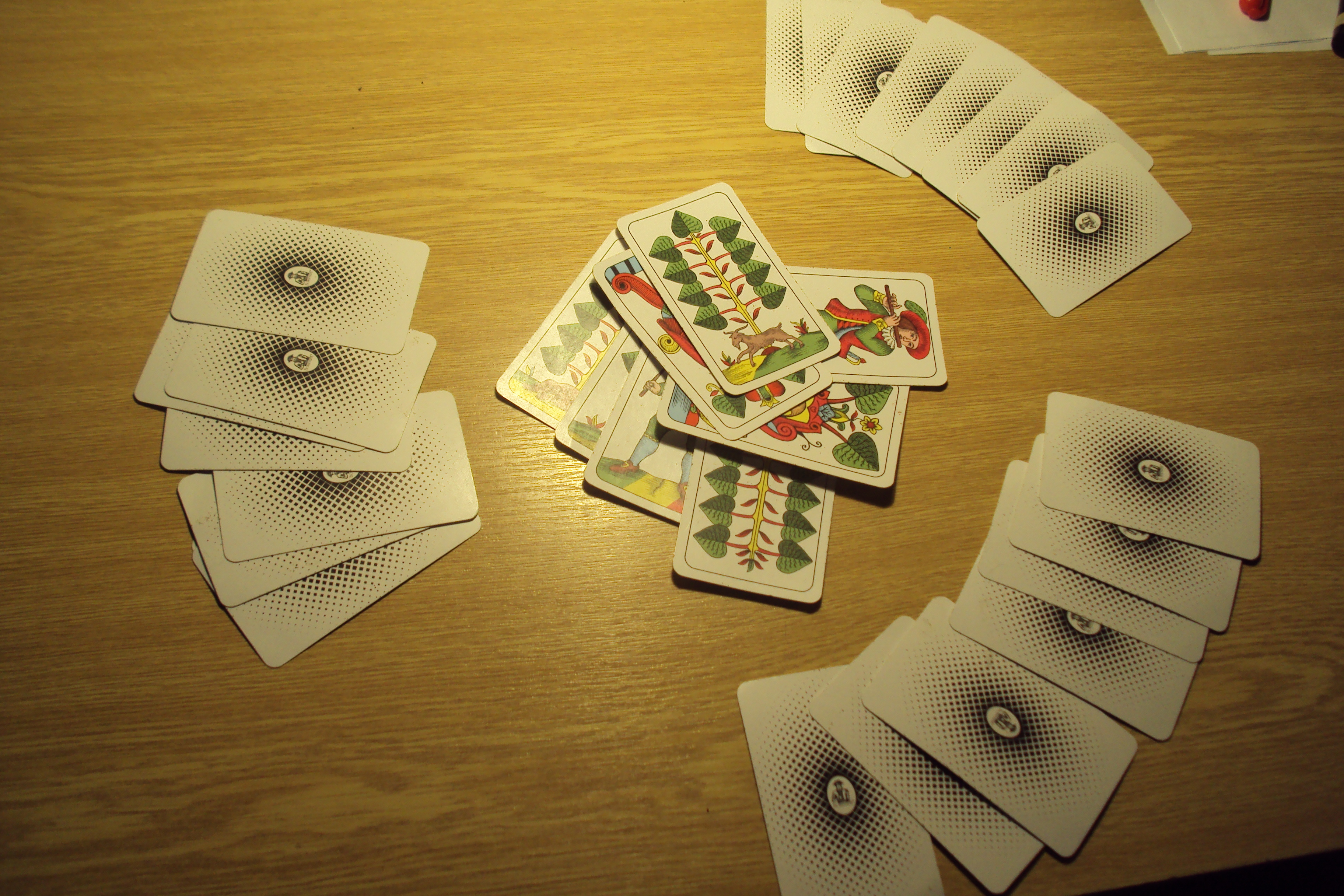
Vole padni na konci hry, vítěz obrátil karty, ostatní čekají

Vole padni (či vole lehni) je název dětské karetní hry pro tři či čtyři osoby. Hry tohoto typu jsou rozšířené do mnoha států světa.

## Pravidla
Používá se 32 karet německého (mariášového) typu. Rozdají se všechny karty rovnoměrně všem hráčům. Pokud hrají jen tři hráči, pak se čtvrtá barva osmi karet z balíčku před rozdáním odstraní. Smyslem hry je nashromáždit pro sebe kompletní osmičku karet jedné barvy a položit jako první karty na stůl. Hráči hrají každý sám za sebe.
Hráč vlevo od rozdávajícího pošle jednu ze svých karet dalšímu hráči tak, aby nikdo neviděl líc karty, tedy obrázkem dolů. Přebírající hráč si kartu zařadí mezi své ostatní karty a pošle dál jednu ze svých (zpravidla nehodících se) karet. Takto karty kolují mezi hráči do doby, než první z nich má v ruce pouze karty jedné barvy a všechny pokládá na stůl, nyní již obrázkem nahoru, aby dokázal, že sestavil karty dobře.  
Položení karet se děje buď s výkřikem „vole padni“ (variantou je „vole lehni“ či slušnější (v případě hraní dětí s dospělými), např. „otroku lehni“) či naopak potichu a nepozorovaně. 

## Obdobné hry
S francouzskými 52 kartami se hrají podobné hry v angloamerickém prostředí s názvy My Ship Sails a Donkey.